# Muel, Ille-et-Vilaine
Muel (tiếng Breton: Moel, Gallo: Muèu) là một commune ở Ille-et-Vilaine thuộc Bretagne, tây bắc Pháp.

## Dân số
| Năm | 1962 | 1968 | 1975 | 1982 | 1990 | 1999 |
| --- | ---- | ---- | ---- | ---- | ---- | ---- |
| Dân số | 773  | 928  | 803  | 709  | 653  | 648  |
| From the year 1962 on: No double counting—residents of multiple communes (e.g. students and military personnel) are counted only once. |      |      |      |      |      |      |